# Carabodes penicillus
Carabodes penicillus är en kvalsterart som först beskrevs av Sandór Mahunka 1998.  Carabodes penicillus ingår i släktet Carabodes och familjen Carabodidae. Inga underarter finns listade.